# Lobito
O Lobito é uma cidade e um município da província de Benguela, em Angola, localizada na costa do oceano Atlântico. 
Segundo as projeções populacionais de 2018, elaboradas pelo Instituto Nacional de Estatística, conta com uma população de 436 467 habitantes e área territorial de 3 648 km², sendo o segundo município mais populoso da província, ficando atrás somente de Benguela.
Limita-se ao norte com o município do Sumbe, ao leste com o município do Bocoio, ao sul com o município de Catumbela e ao oeste com o oceano Atlântico.
Um dos centros logísticos da nação, tem suas ligações no importante porto e nos terminais ferroviários, bem como na rede rodoviária continental, que a conectam ao restante do país, levando-a até costa oriental da África.

## Etimologia
A origem da palavra vem do substantivo "pitu", antecedida da partícula classificativa olu, ficaria o termo "olupitu", que significa a "porta, o passadiço, a passagem" que as caravanas de carregadores, ao descer dos morros vindos do interior, percorreriam, antes de atingirem a "praça comercial" da Catumbela; com o uso continuado e o tempo, tal substantivo comum passaria a nome próprio, pelo que iria perder a letra "o" inicial, logo "Lupitu" foi aportuguesado para "Lobito".

## Geografia
O município do Lobito está administrativamente dividido em três comunas, sendo a sede correspondendo a própria cidade do Lobito (por vezes chamada de comuna de Lobito-Canata), existindo também as comunas de Egipto Praia, Canjala.
O grande referencial geográfico do município é a baía de Lobito, que, juntamente com a restinga de Lobito, foram elementos fundamentais para a formação e o desenvolvimento do porto e da cidade.
Forma, juntamente com as cidades de Baía Farta, Benguela e Catumbela, a Região Metropolitana de Benguela, uma área de forte conurbação e ligação de serviços urbanos.

## História
Embora já houvessem propostas de fundação de uma cidade na baía de Lobito já no século XVII, não tomou efeito pelas ordenanças do Conselho Ultramarino em 1650, nem ainda, das portarias régias de D. Maria II de 1842. Estas ordenavam a deslocação da capital de Benguela para uma zona litorânea mais favorável, limitada por morros, baixa e quebra-mar (restinga) segura e aliciante.

### Construção do porto
Os primórdios da cabotagem, datam de antes de 1797, quando se criou o serviço regular de cargas, por lanchas, do sal das marinhas na foz do Catumbela e cal para a construção civil em Benguela e Egito e transporte regular para Luanda, de lenha dos mangues, etc.
Em 1847 é dado o primeiro golpe no tráfego marítimo de Benguela com a construção do porto do Lobito (inaugurado somente em 1903) na baía de Lobito, circundado pela restinga de Lobito, esboçando-se a sua importância com a necessidade da criação de um Posto Fiscal, em 1889, no momento em que as ocupações portuguesas em África eram alvo da atenção especial de outras potências estrangeiras.
A necessidade de escamento da produção da Catumbela, foi o motor principal da tímida vila de marinheiros Lobito. A Catumbela das Ostras, como chamavam então, tinha como factores económicos os fornos de cal, o sal marinho e o tráfico de escravos.

### Edificações do Lobito Velho
Por volta de 1890 foram lançadas algumas fundações de edifícios como o Posto Administrativo e a Alfândega, na zona actualmente chamada Lobito Velho, onde se desenvolvia já importante actividade económica.
Em 1899 inicia-se a construção do Caminho de Ferro de Benguela, entre a Vila da Catumbela e Benguela; no mesmo ano o governo é autorizado a expandi-lo do litoral à fronteira congo-belga do Catanga, bem como a construir e explorar as obras do porto de Benguela e do porto do Lobito, procedendo ao melhoramento e saneamento dos terrenos contíguos a esta, visando o estabelecimento de um agregado urbano aí.

### Povoação comercial

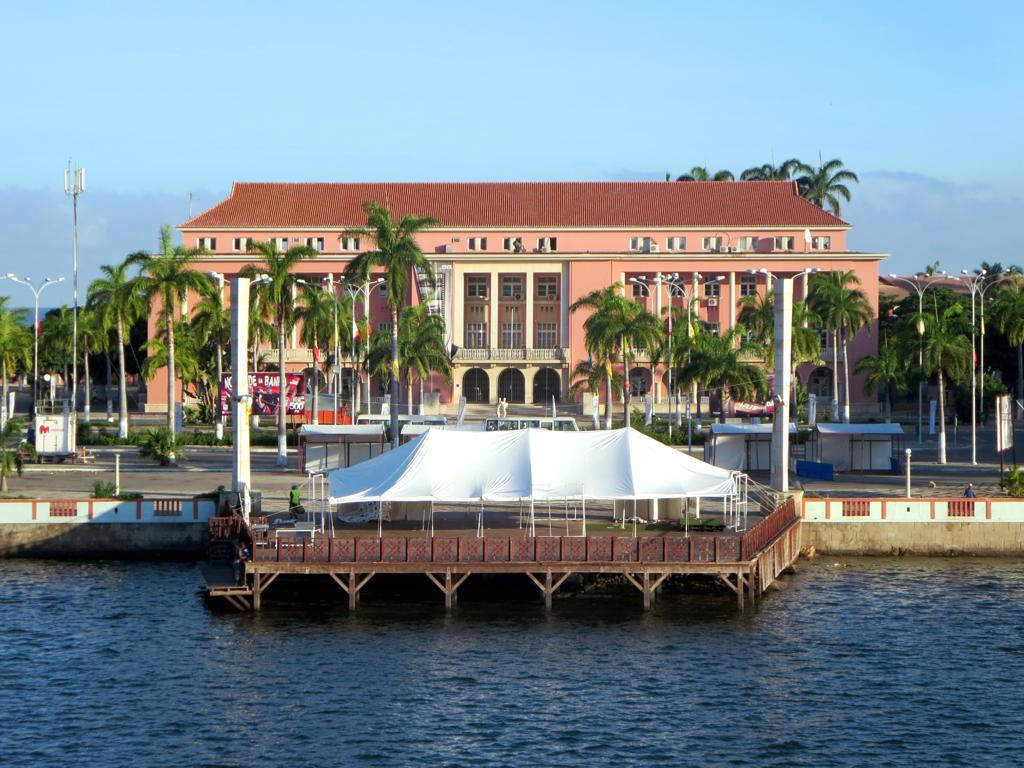
Edifício-sede da Câmara Municipal do Lobito, em 2015.

Então foi fixada por lei a criação de povoação comercial no encontro do quebra-mar de areia com o continente, onde se manteve até nossos dias, na actual Baixa Comercial.
Em 1906 é criada a primeira parte planificada da cidade, dando preferência às gentes de Benguela na compra dos talhões da restinga de Lobito e a recomendação da subida sobre os morros, reconhecendo-se o interesse de os ligar à parte central da restinga por via férrea ou eléctrica.
Em 1907 e posteriormente, há várias plantas da cidade mantendo todas elas a ponte-cais inicial, de madeira, onde se esboça em certo sentido, o centro da cidade, a qual em 1912 foi criada administrativamente, por portaria do governador-geral Norton de Matos.
Todas as plantas da cidade destes tempos limitam-se porém, à zona baixa, a partir da tradicional povoação comercial, em continuidade correlativa da restinga. A importância deste pólo urbano mede-se desde aí. Um ano depois inicia-se a construção da Alfândega e Catumbela é integrada na Intendência Municipal do Lobito.
Em 1914 há nova planta da cidade ampliada sobre o istmo de ligação da restinga ao continente e constrói-se o primeiro cais em betão. Em 1921, transforma-se a Intendência em Conselho com Circunscrição Civil, integrando-se-lhe a área da Circunscrição do Egito, importante pólo económico e praça militar a norte da cidade. Em 1923 inicia-se a obra de ampliação do porto, abrindo-se à exploração em 1928, apenas com 222 metros, dos 1.300 do contrato inicial.
Em 1931 o Caminho de Ferro de Benguela (CFB) atingiu a fronteira belga ligando-se à linha de Catanga, permitindo maior desenvolvimento ao porto existente, cuja ampliação foi totalmente terminada em 1934.
E em 1936 é anexado ao conselho de Lobito o posto de Balombo, ao tempo importantíssimo pólo rural agrícola.

### Período das guerras
As guerras foram devastadoras para a economia lobitense, na medida em que muitas vezes cortaram o fluxo do Caminho de Ferro de Benguela, praticamente paralisando as atividades do porto. Além disso, como a guerra mostrava-se muito mais fratricida no centro, sul e leste da nação, o litoral tornou-se zona segura, verificando-se um intenso fluxo de refugiados, fator que colaborou para o aumento do número de moradias inadequadas e demais problemas socioeconômicos.
Em 1975, no período entre o final da guerra de Independência de Angola e o início da Guerra Civil Angolana, a cidade chegou a ficar sob ocupação estrangeira, na operação Savana, levada a cabo pelas tropas sul-africanas.

## Economia

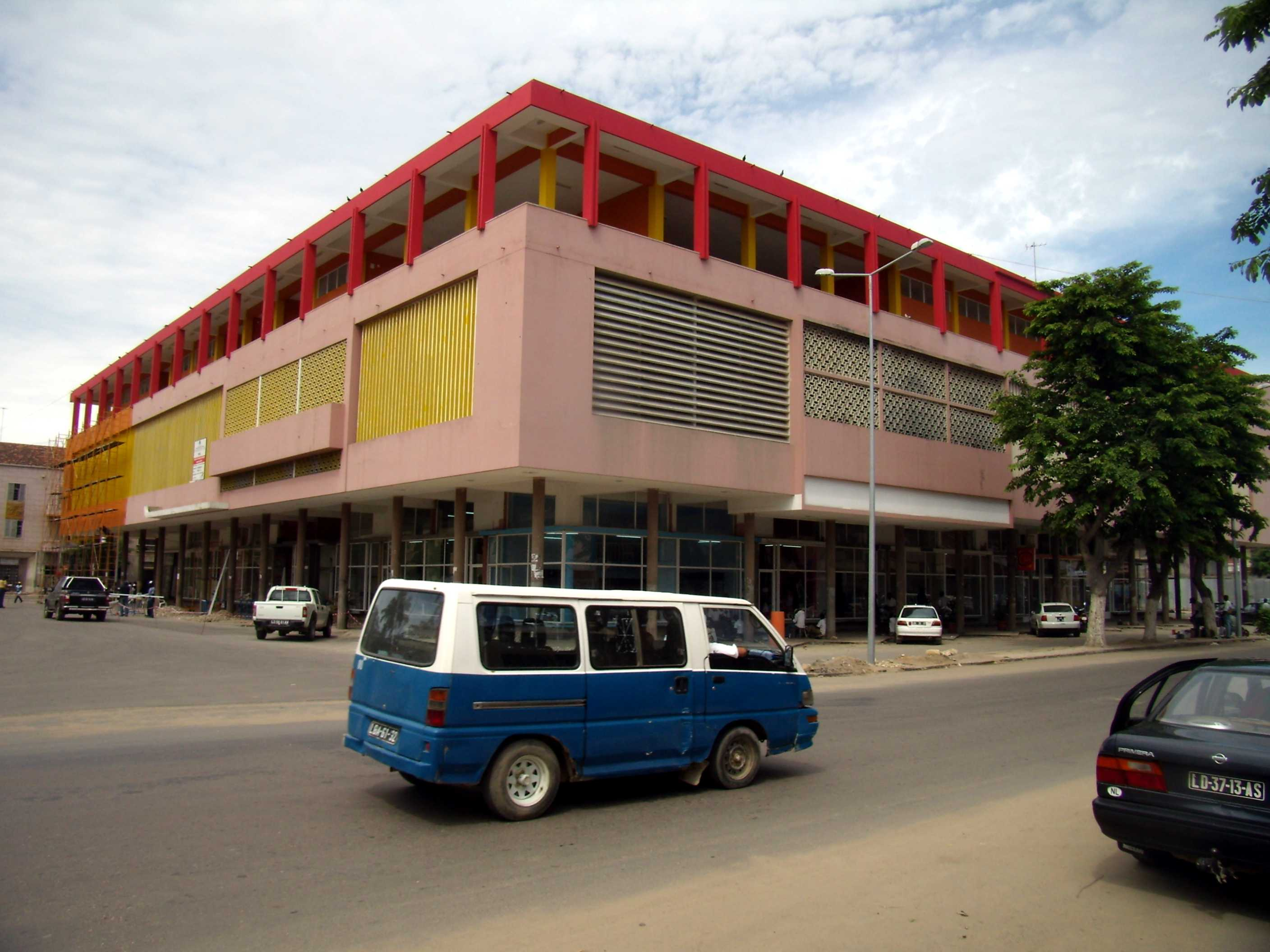
Edifício do Mercado Municipal de Lobito, em 2008.

O município do Lobito é um dos poucos angolanos, não capitais provinciais, com grande diversificação econômica, muito embora mantenha uma marcante especialização para as atividades de logística.
Na produção agrícola, as vilas-comunas de Egipto Praia e Canjala e a vila de Hanha concentram muitas áreas de lavoura permanente e temporária, principalmente utilizando as importantes águas do rio Balombo para irrigação. Sua produção gera certo excedente para atender a zona metropolitana provincial.
O setor com maior massa salarial no Lobito é industrial, na medida em que estão na urbe plantas de envasamento de bebidas, processamento agroindustrial, têxteis, metalúrgicas voltadas para estalagem de embarcações, armazenameto de hidrocarbonetos e, futuramente, de refinaria de petróleo de propriedade da Sonangol, a refinaria do Lobito.
Já os serviços de logística, fundamentais para o giro econômico das demais atividades municipais, estão vinculados à existência do porto do Lobito e dos terminais do Caminho de Ferro de Benguela que, com as rodovias, formam o "Corredor do Lobito", área de fortes investimentos econômicos.
No segmento de comércio, destaca-se por ser um centro de atacado, na medida em que é o grande porto e canal de escoamento para o centro e leste da nação, e; no de serviços existem diversas atividades relacionadas ao entretenimento, finanças e turismo, sendo que nesta última a rede hoteleira e de restaurantes foca seu potencial de oferta para os atrativos naturais (praias, principalmente) e de patrimônio histórico-arquitetônico.

## Infraestrutura

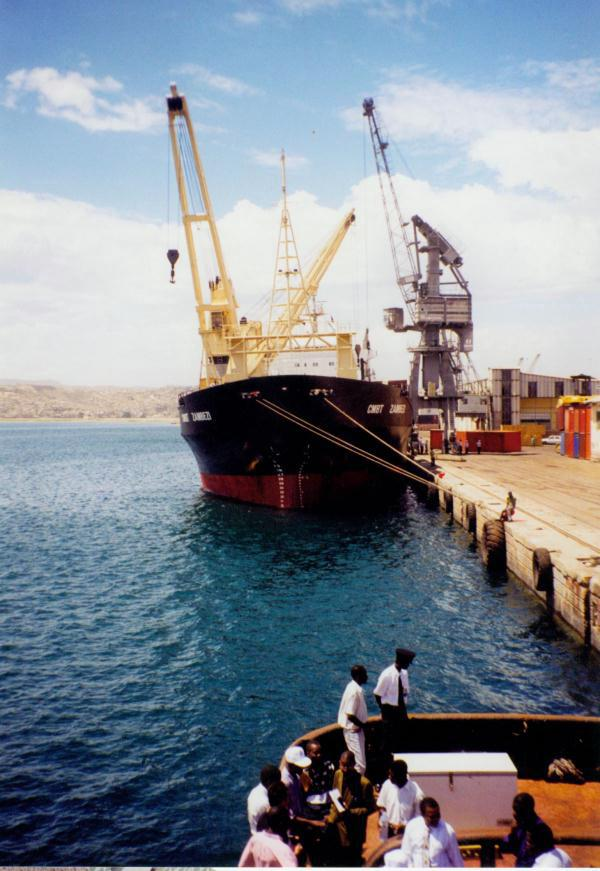
Um navio atracado no porto do Lobito, na década de 1990.

### Educação
A cidade dispõe de um campus universitário que sedia o Instituto Superior Politécnico da Universidade Katyavala Bwila.

### Segurança
Embora não tenha papel de força de segurança pública convencional, na cidade está a Base Costeira de Lobito da Marinha de Guerra Angolana, onde está estacionado o Regimento de Defesa Costeira do Lobito.

### Transportes
Lobito é conectada ao território nacional por muitos meios de transporte, sendo um dos mais importantes o meio rodoviário. O tronco rodoviário mais importante é a EN-100, que a liga a Luanda e Benguela. Outra via vital é a Rodovia Transafricana 9 (ou EN-250), que a liga ao Balombo, no leste.
O porto do Lobito está generalizado a toda natureza de tráfego sem preponderância de determinado tipo. Possui importante sistema mecânico para carregamento de minérios, silos para milho e serve à vasta hinterlândia através da terceira maior linha férrea transcontinental do mundo. É também porto de cabotagem importante e, no seu conjunto, movimentou, até 1975, 2.000.000 toneladas por ano, isto é 20% do tráfego geral do país durante a ocupação colonial, onde a maior parte dizia respeito ao ferro de Cassinga.
Desde 1899 a cidade dispõe da ferrovia Caminho de Ferro de Benguela que a liga à Benguela e ao extremo leste do país, para a localidade de Luau, e a Tenque, na República Democrática do Congo. Esta ferrovia serve principalmente pra transporte de passageiros e escoamento de cargas minerais e agrícolas pelo porto do Lobito.
O município ainda possui o Aeroporto de Lobito, uma importante facilidade de comunicação aérea, totalmente dedicada à aviação militar, dependendo do moderno Aeroporto Internacional da Catumbela para a aviação civil.

### Tecido urbano
O desenvolvimento da região de Lobito caracteriza-se por larga expansão para o interior. Regra, aliás, de todo o território marginal a um oceano, cujas populações se deslocam tendencialmente para a conquista da hinterlândia. A irradiação formadora do núcleo citadino começou a partir do porto e nó rodo-ferroviário, tornando fácil o incremento de outras regiões em desenvolvimento paralelo.

## Cultura e lazer
Um dos principais pontos de lazer da cidade está na Farol do Lobito, construção histórica de guia para embarcações que pretendem entrar na baía de Lobito. Outra opção de lazer de interesse histórico é o Forte de São Sebastião do Egito, construção que serviu de guarida à costa angolana, de controle ao tráfico de escravos. Outras construções arquitetónicas importantes são o Cine-Flamingo, o Edifício dos Correios, a Fortaleza de São Sebastião e o Museu de Etnografia do Lobito. Há ainda como monumento histórico o Navio Biblioteca Zaire.
Uma das principais tradições culturais-religiosas da cidade são as Solenidades dos Santos Pedro e Paulo, promovidos pela Paróquia de São Paulo da Bela-Vista e pela Diocese de Benguela.
A principal equipa desportiva do Lobito é a Académica Petróleos Clube do Lobito que disputa o Girabola. Seu melhor resultado foi um vice-campeonato nacional em 1999. A equipa manda seus jogos no Estádio do Buraco, a maior estrutura lobitense de desporto.